# Rękopisy nubijskie

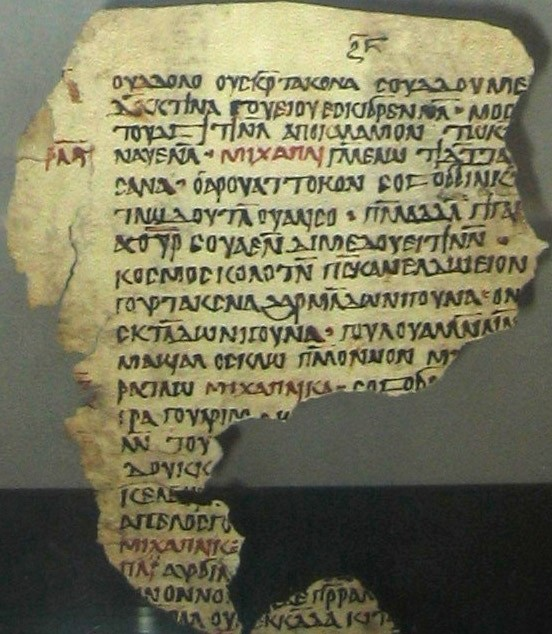
Rękopis z przełomu IX i X w. n.e. z tekstem w języku staronubijskim pochodzący z Liber Institutionis Michaelis Archangeli znaleziony w Qasr Ibrim

Rękopisy nubijskie – teksty o charakterze najczęściej biblijnym i obrzędowym spisywane w językach liturgicznych chrześcijaństwa nubijskiego.
Rękopisy zapisywano alfabetem greckim w językach greckim, nubijskim, a w późniejszych okresach także koptyjskim. Głównym materiałem, na którym zapisywano teksty, był papirus. Pergamin, mimo iż był podłożem preferowanym ówcześnie w praktyce religijnej, pojawiał się dużo rzadziej, zaś papier, aż do XII wieku włącznie, nie był na tych terenach używany w ogóle. Rękopisy z Nubii stanowią jedno z podstawowych źródeł do badania charakteru i przebiegu liturgii eucharystycznej w chrześcijaństwie nubijskim.
Wśród istotnych znalezisk spośród źródeł rękopiśmiennych wymienić należy zbiór pochodzący z katedry w Qasr Ibrim w północnej Nubii, gdzie w latach 1964–1965 odnaleziono ponad 100 fragmentów podartych i nadpalonych ksiąg. Jak twierdzą badacze, zniszczenia katedry i znajdującego się w niej wyposażenia dokonali okupujący miasto w latach 1171–1173 muzułmanie. Spośród ocalałych fragmentów, zachowanych głównie w postaci pojedynczych kart, przeważają teksty w języku nubijskim i greckim. Na podstawie badań paleograficznych ustalono, że powstały one na przełomie X i XI wieku. Wśród nich znajdują się fragmenty ksiąg liturgicznych, zbiorów homilii lub hymnów oraz teksty o charakterze hagiograficznym. Ważnym tekstem liturgicznym jest także pochodzący z Nubii fragment lekcjonarza zawierającego czytania na okres od 20 do 26 grudnia w języku nubijskim. Rękopis ma postać składki złożonej z 16 mocno uszkodzonych mechanicznie stron. Każda perykopa zawiera wyjątek z Ewangelii i wyjątek z Listów Apostolskich. Tekst został zakupiony w Kairze w roku 1906, pochodził prawdopodobnie z jednego z klasztorów w Górnym Egipcie, a jego wstępne badanie sugeruje, iż powstał on w X lub XI w. Podobny charakter mają mocno zniszczone teksty rękopiśmienne znalezione przez niemiecką misję archeologiczną w kościele w Sunnarti. Są to głównie fragmenty spisanego w języku greckim tekstu liturgicznego oraz zniszczony nubijski lekcjonarz datowane na XI w.

## Rola rękopisów w rekonstrukcji przebiegu liturgii chrześcijaństwa nubijskiego
O ile stosunkowo łatwo jest zrekonstruować podział liturgiczny i funkcje określonych części kościoła oraz znajdującego się w nim wyposażenia liturgicznego, o tyle sam przebieg strony obrzędowej liturgii jest trudny do odtworzenia ze względu na małą liczbę zachowanych źródeł. Odnalezione podczas prac archeologicznych teksty rękopiśmienne zachowały się bowiem tylko fragmentarycznie. W dodatku, jak podaje Tadeusz Gołgowski, tylko bardzo niewielka część odnalezionych tekstów liturgicznych chrześcijaństwa nubijskiego doczekała się publikacji. Z tego też powodu zagadnienie to wciąż jest dziedziną wymagającą dalszych badań.
Na podstawie zachowanych źródeł piśmiennych z dużą dozą pewności można przyjąć, że głównym i chronologicznie pierwszym językiem liturgii był język grecki, którym zapisane są rubryki ksiąg. Użycie tego języka jako języka duchowieństwa i warstw sprawujących władzę potwierdzają w przekazach kronikarskich autorzy chrześcijańscy i muzułmańscy. Obok greki w liturgii istotny był także język nubijski, pełniący funkcję języka pomocniczego. Jego dodatkową rolę potwierdzają zachowane fragmenty ksiąg, w których znajdują się liczne tłumaczenia tekstów greckich na nubijski, co pozwala przypuszczać, że z czasem greka jako język elit była stopniowo wypierana przez bardziej popularny wśród mas i szybko rozwijający notację pisma język nubijski. Chociaż pierwsze zachowane teksty zapisane w języku nubijskim pochodzą dopiero z VIII w., można przypuszczać, że jego dzieje są prawdopodobnie znacznie dłuższe.
Inskrypcje odnajdowane we wnętrzach sakralnych i nieliczne rękopisy zachowane w Nubii wskazują, iż biblioteki kościelne w ośrodkach o znaczeniu kulturalnym i politycznym takich jak Qasr Ibrim, Faras czy Dongola, posiadały nie tylko najszerzej występujące teksty liturgiczne i rękopisy biblijne, lecz także dzieła dotyczące prawa kanonicznego, żywotów świętych oraz retoryki kościelnej. Na podstawie zachowanych manuskryptów można wywnioskować, że Nubijczycy nie tylko nie kopiowali istniejących tekstów liturgicznych z obrządków innych odłamów Kościoła wschodniego, lecz wprowadzali charakterystyczne dla swojego rytu modyfikacje polegające na skróceniu i uproszczeniu tekstów do potrzeb własnej liturgii oraz dodaniu takich cech, który są nie spotykane nigdzie indziej. Geoffrey F. Cuming, autor dysertacji poświęconej greckiej Liturgii św. Marka, uważa nawet, iż w Nubii mogła istnieć zupełnie odrębna wersja przeprowadzania tego obrzędu. Najstarsze rękopisy liturgiczne zgodnie stwierdzają na przykład także, że Liturgia Katechumenów, po uroczystym wejściu kleru i wiernych do kościoła, koncentrowała się wokół czytań liturgicznych, przeplatanych śpiewami i modlitwami. Później jednak wprowadzono w miejsce uroczystego wejścia szereg innych czynności przygotowawczych, o czym świadczą zapisy w księgach.